# Сарнікеж
Сарнікеж (пол. Sarnikierz, нім. Dorotheenthal) — село в Польщі, у гміні Венґожино Лобезького повіту Західнопоморського воєводства.
Населення — 22 особи (2011).
У 1975-1998 роках село належало до Щецинського воєводства.

## Демографія
Демографічна структура станом на 31 березня 2011 року:
|          | Загалом | Допрацездатний вік | Працездатний вік | Постпрацездатний вік |
| -------- | ------- | ------------------ | ---------------- | -------------------- |
| Чоловіки | 13      | 4                  | 7                | 2                    |
| Жінки    | 9       | 1                  | 5                | 3                    |
| Разом    | 22      | 5                  | 12               | 5                    |